# Küp, Aladağ
Küp là một xã thuộc huyện Aladağ, tỉnh Adana, Thổ Nhĩ Kỳ. Dân số thời điểm năm 2009 là 93 người.